# Panchla
Panchla là một thị trấn thống kê (census town) của quận Haora thuộc bang Tây Bengal, Ấn Độ.

## Địa lý
Panchla có vị trí 22°32′B 88°08′Đ / 22,54°B 88,14°Đ Nó có độ cao trung bình là 7 mét (22 feet).

## Nhân khẩu
Theo điều tra dân số năm 2001 của Ấn Độ, Panchla có dân số 22.087 người. Phái nam chiếm 52% tổng số dân và phái nữ chiếm 48%. Panchla có tỷ lệ 63% biết đọc biết viết, cao hơn tỷ lệ trung bình toàn quốc là 59,5%: tỷ lệ cho phái nam là 69%, và tỷ lệ cho phái nữ là 58%. Tại Panchla, 15% dân số nhỏ hơn 6 tuổi.